# Jeździectwo na Letnich Igrzyskach Olimpijskich 1928 – ujeżdżenie drużynowo
Konkurencja ujeżdżenia drużynowego podczas IX Letnich Igrzysk Olimpijskich została rozegrana w Hilversum. Wystartowało 8 drużyn. Na wynik drużyny składała się suma indywidualnych osiągnięć (średnich wyników) zawodników z danego kraju.

## Wyniki

### Grand Prix
| Pozycja | Kraj                                                                                   | Koń                             | Wynik                | Wynik         | Uwagi |
| Pozycja | Kraj                                                                                   | Koń                             | ocena indywidualna   | wynik drużyny | Uwagi |
| ------- | -------------------------------------------------------------------------------------- | ------------------------------- | -------------------- | ------------- | ----- |
| 1.      | Rzesza Niemiecka · Carl-Friedrich von Langen · Hermann Linkenbach · Eugen von Lotzbeck | Draufgänger Gimpel Caracalla    | 237,42 224,26 208,04 | 669,72        |       |
| 2.      | Szwecja · Ragnar Olson · Janne Lundblad · Carl Bonde                                   | Gunstling Blackmar Ingo         | 229,78 226,70 194,38 | 650,86        |       |
| 3.      | Holandia · Jan van Reede · Pierre Versteegh · Gerard le Heux                           | Hans His Excellence II Valérine | 220,70 216,44 205,82 | 642,96        |       |
| 4.      | Francja · Charles Marion · Robert Wallon · Pierre Danloux                              | Linon Clough-banck Rempart      | 231,00 224,08 187,10 | 642,18        |       |
| 5.      | Czechosłowacja · Emanuel Thiel · Otto Schöninger · Jaroslav Hanf                       | Loki Ex Elegán                  | 225,96 210,28 201,70 | 637,94        |       |
| 6.      | Austria · Arthur von Pongrácz · Wilhelm Jaich · Gustav Grachegg                        | Turridu Graf Daniel             | 204,28 204,16 191,96 | 600,40        |       |
| 7.      | Szwajcaria · Adolphe Mercier · Oskar Frank · Werner Stuber                             | Queen-Mary Solon Ulhard         | 203,34 190,62 175,12 | 569,08        |       |
| 8.      | Belgia · Oswald Lints · Henri Laame · Roger Delrue                                     | Rira-t-elle Belga Dreypuss      | 185,86 167,70 146,14 | 499,70        |       |